# Comuna Rășinari, Sibiu
Rășinari (în maghiară: Resinár, în germană: Städterdorf sau Reschinar) este o comună în județul Sibiu, Transilvania, România, formată din satele Prislop și Rășinari (reședința).

## Demografie
Componența etnică a comunei Rășinari
     Români (87,75%)
     Romi (5,26%)
     Alte etnii (0,11%)
     Necunoscută (6,88%)
Componența confesională a comunei Rășinari
     Ortodocși (89,63%)
     Penticostali (2,14%)
     Alte religii (0,6%)
     Necunoscută (7,63%)
Conform recensământului efectuat în 2021, populația comunei Rășinari se ridică la 5.362 de locuitori, în scădere față de recensământul anterior din 2011, când fuseseră înregistrați 5.416 locuitori. Majoritatea locuitorilor sunt români (87,75%), cu o minoritate de romi (5,26%), iar pentru 6,88% nu se cunoaște apartenența etnică. Din punct de vedere confesional, majoritatea locuitorilor sunt ortodocși (89,63%), cu o minoritate de penticostali (2,14%), iar pentru 7,63% nu se cunoaște apartenența confesională.

## Politică și administrație
Comuna Rășinari este administrată de un primar și un consiliu local compus din 15 consilieri. Primarul, Bucur Bogdan[*], de la Partidul Național Liberal, este în funcție din 2008. Începând cu alegerile locale din 2024, consiliul local are următoarea componență pe partide politice:
|  | Partid                          | Consilieri | Componența Consiliului | Componența Consiliului | Componența Consiliului | Componența Consiliului | Componența Consiliului | Componența Consiliului | Componența Consiliului | Componența Consiliului |
|  | ------------------------------- | ---------- | ---------------------- | ---------------------- | ---------------------- | ---------------------- | ---------------------- | ---------------------- | ---------------------- | ---------------------- |
|  | Partidul Național Liberal       | 8          |                        |                        |                        |                        |                        |                        |                        |                        |
|  | Partidul Social Democrat        | 5          |                        |                        |                        |                        |                        |                        |                        |                        |
|  | Alianța pentru Unirea Românilor | 1          |                        |                        |                        |                        |                        |                        |                        |                        |
|  | Partidul Ecologist Român        | 1          |                        |                        |                        |                        |                        |                        |                        |                        |

## Atracții turistice
- Biserica „Cuvioasa Paraschiva” din Rășinari, construită în secolul al XVIII-lea ca biserică unită
- Biserica ortodoxă „Sfânta Treime” din Rășinari, construcție din secolul al XIX-lea
- Biserica „Sfântul Ilie” din Rășinari, construită în secolul al XIX-lea ca biserică unită
- Casa memorială a poetului Octavian Goga
- Muzeul episcopal - Rășinari
- Muzeul de etnografie - Rășinari
- Frumoasa (sit de importanță comunitară inclus în rețeaua ecologică europeană Natura 2000 în România).

## Primarii comunei
- 1996[8] - 2000 - Bucur Goța, de la USD
- 2000[9] - 2004 - Ioan Bucur Băra, de la APR
- 2004[10] - 2008 - Ioan Bucur Băra, de la PD
- 2008[11] - 2012 - Bucur Bogdan, Independent
- 2012[12] - 2016 - Bucur Bogdan, de la USL
- 2016[13] - 2020 - Bucur Bogdan, de la PNL

## Personalități născute aici
- Daniel Popovici Barcianu (1847 - 1903), om de cultură și politician, membru în conducerea Partidului Național Român din Transilvania și unul din inițiatorii Memorandului din 1892.
- Octavian Goga (1881 - 1938), poet
- Emil Cioran (8 aprilie 1911 - 20 iunie 1995, Paris) a fost un filozof și scriitor român devenit apatrid și stabilit în Franța, unde a trăit până la moarte fără să ceară cetățenia franceză.
- Pentru o listă mai completă, vezi Rășinari.

## Imagini

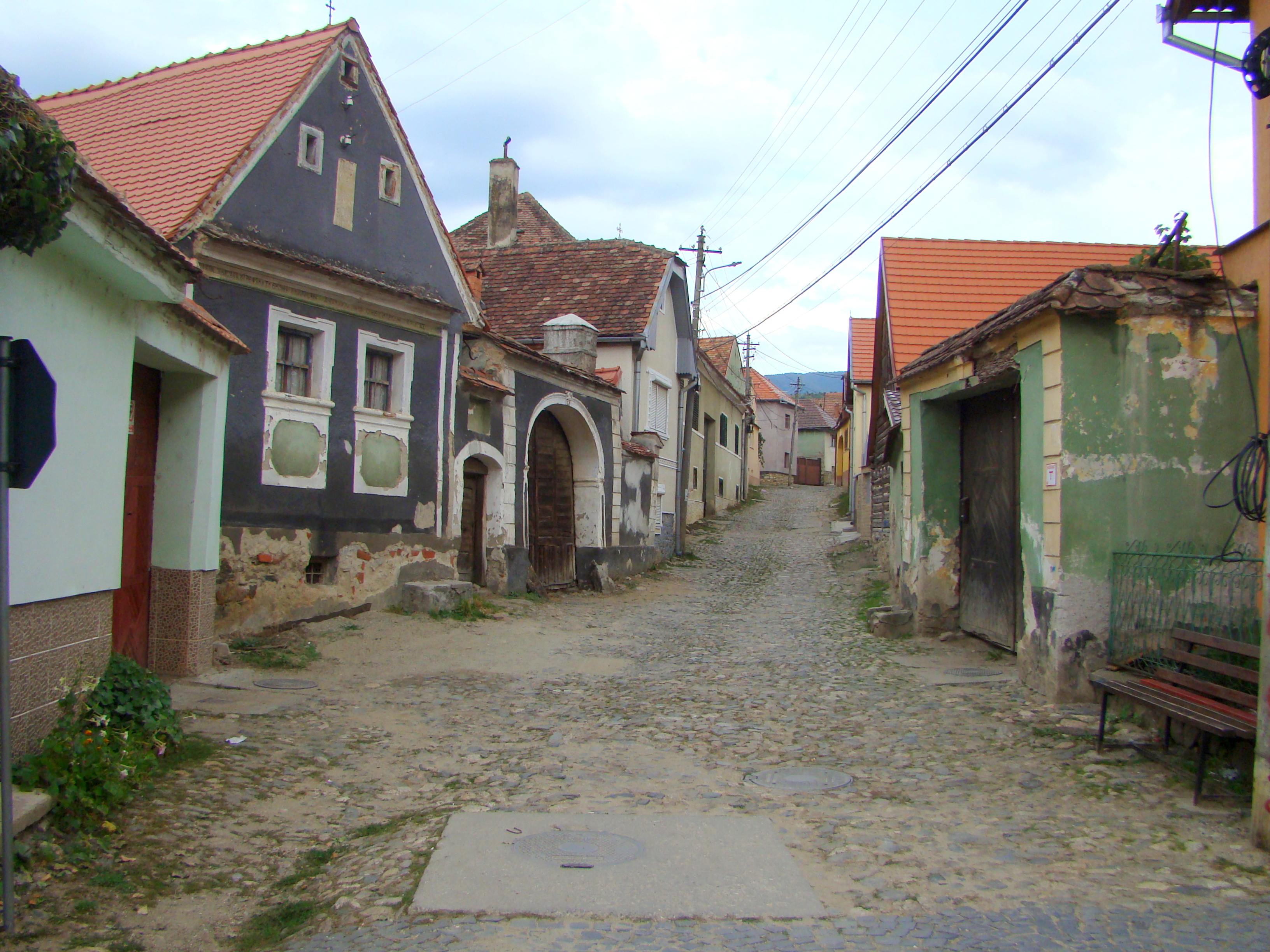
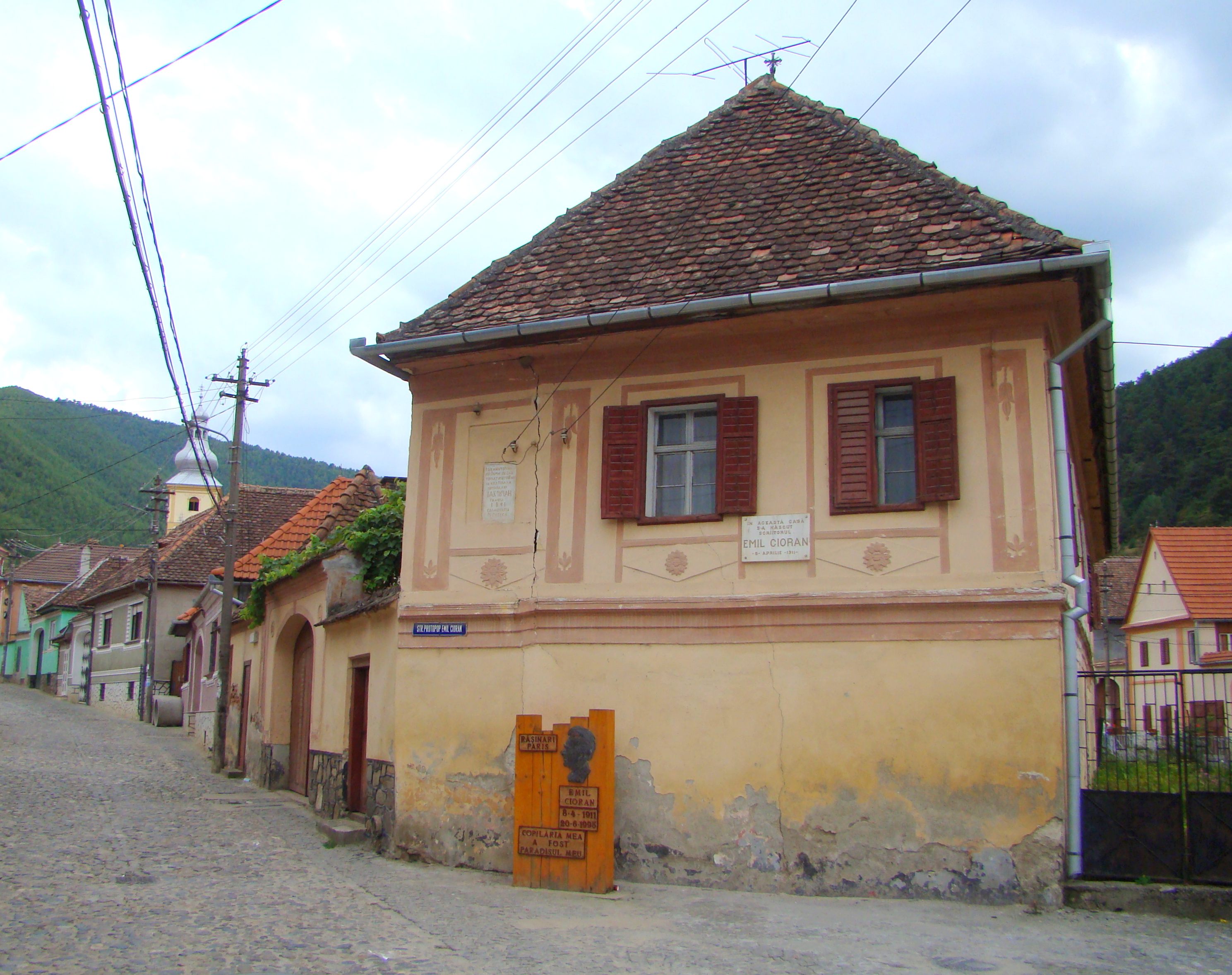
Casa Emil Cioran (monument istoric)
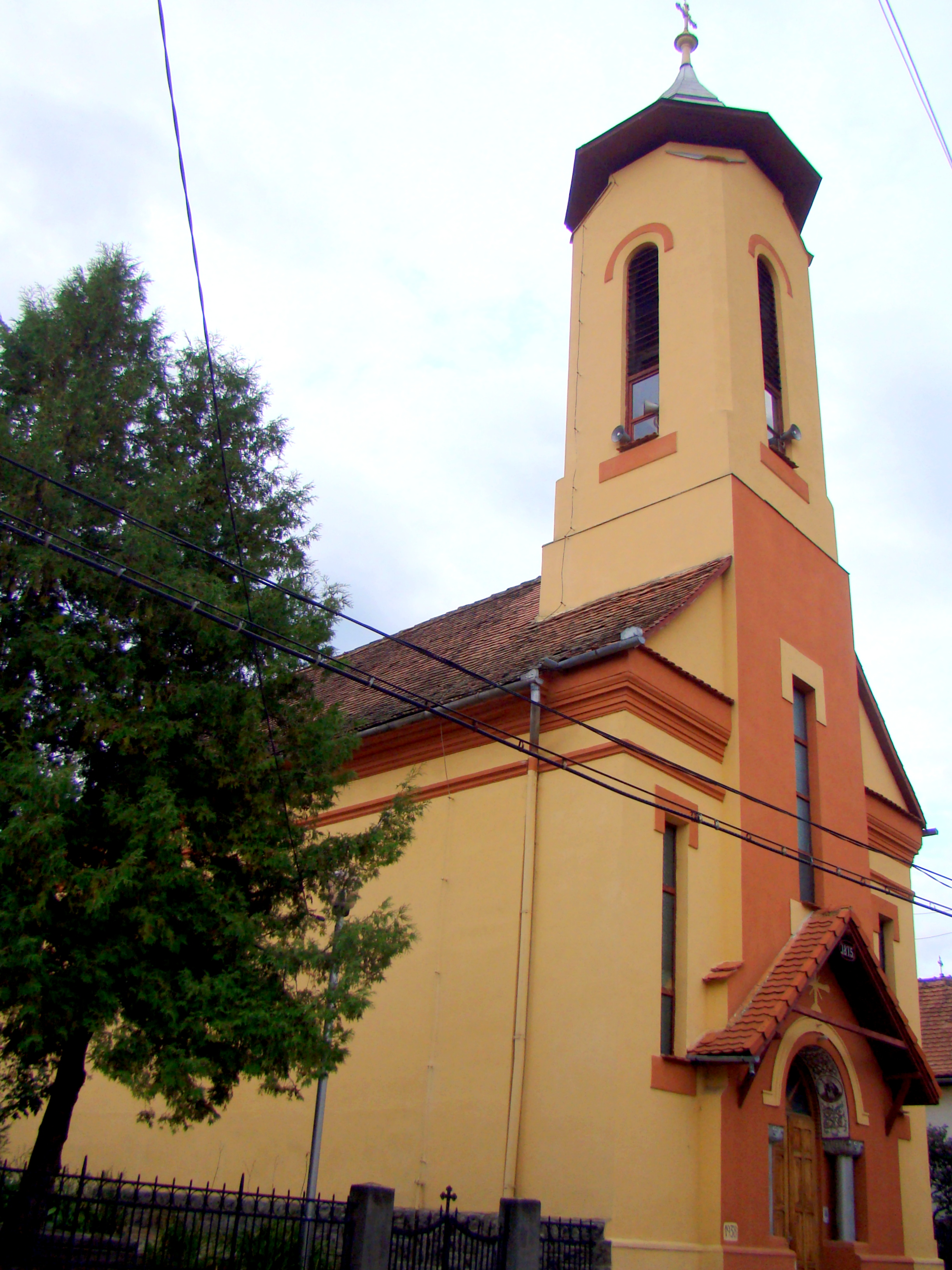
Biserica Sfântul Ilie
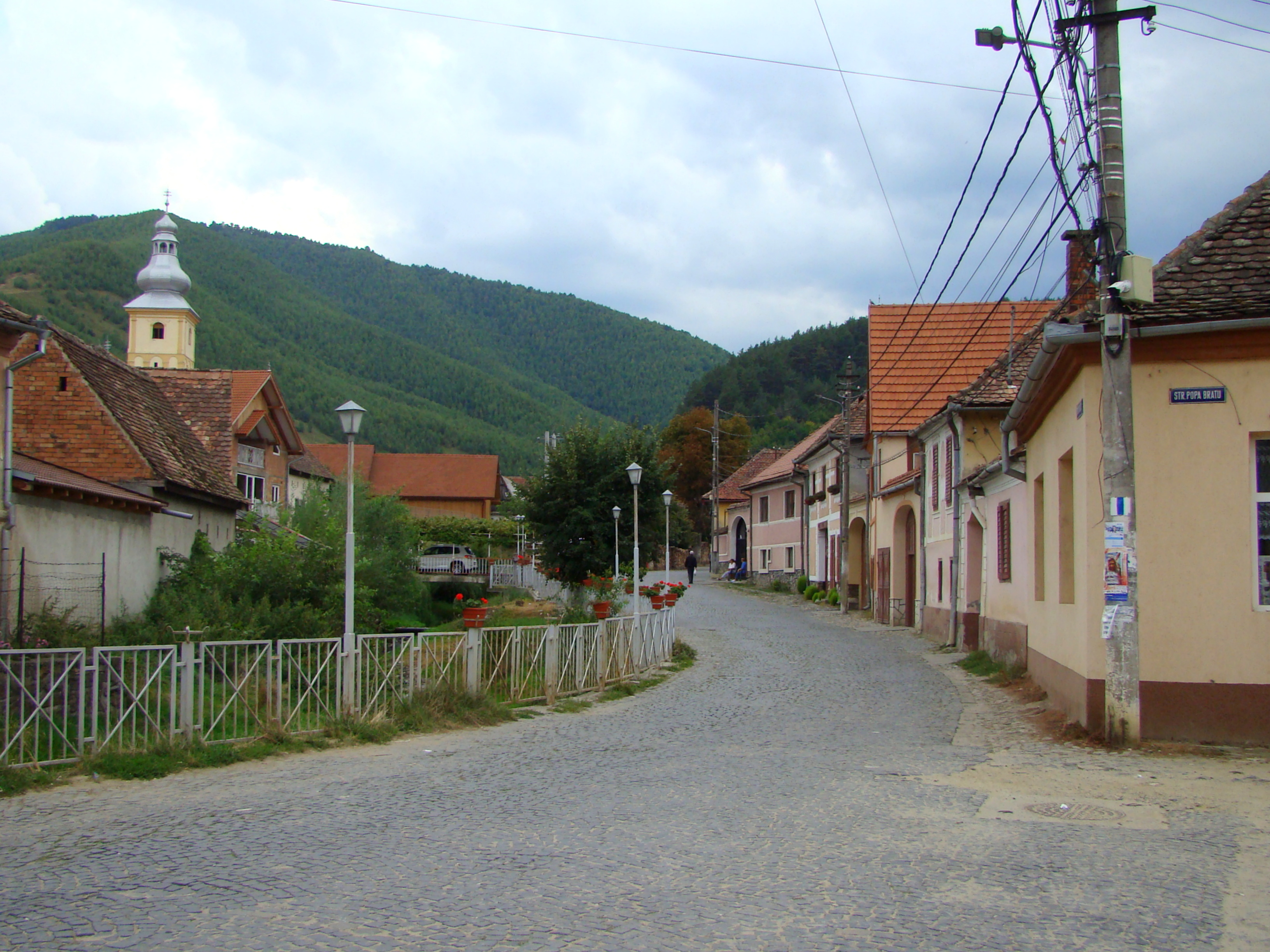
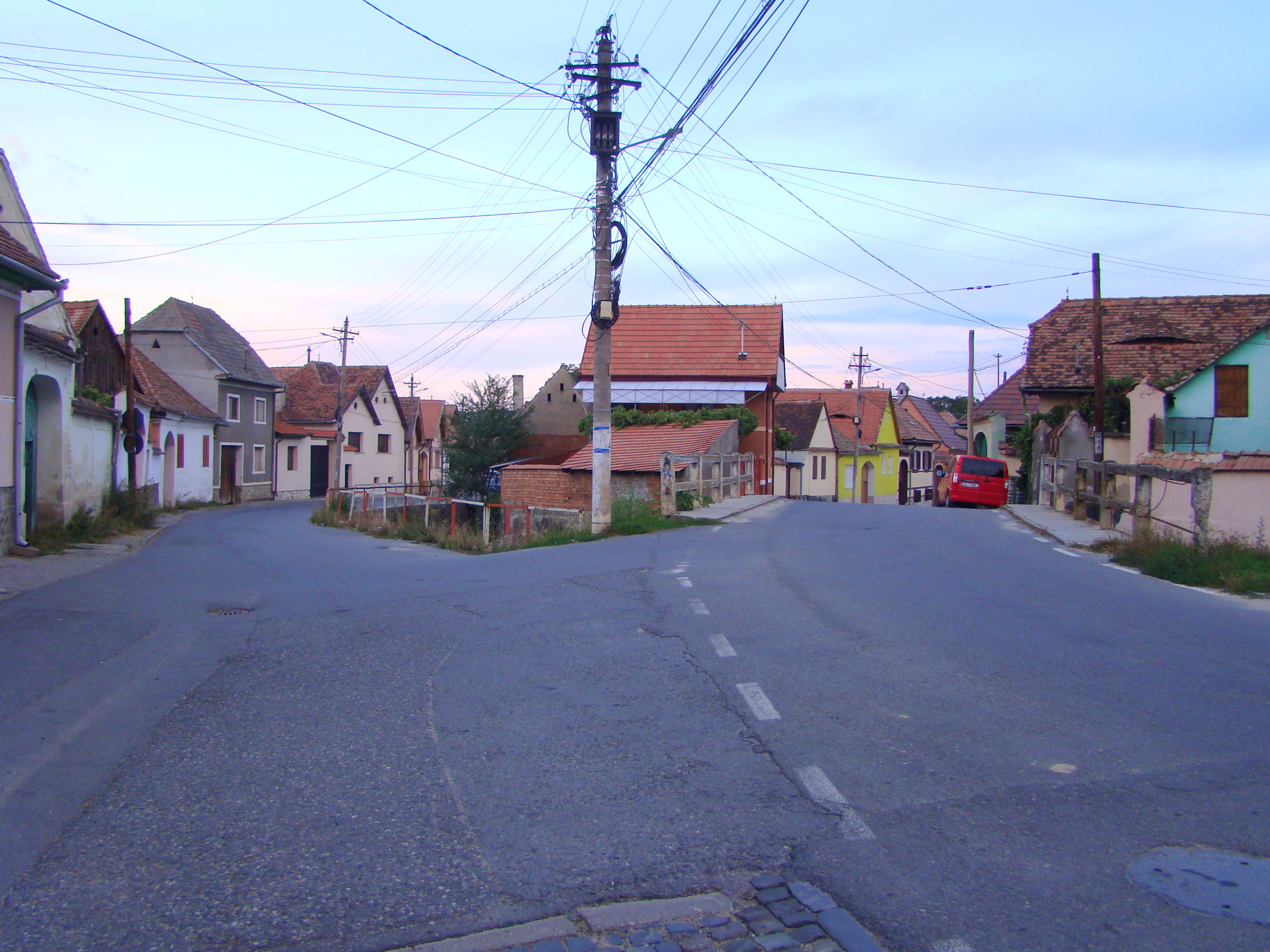
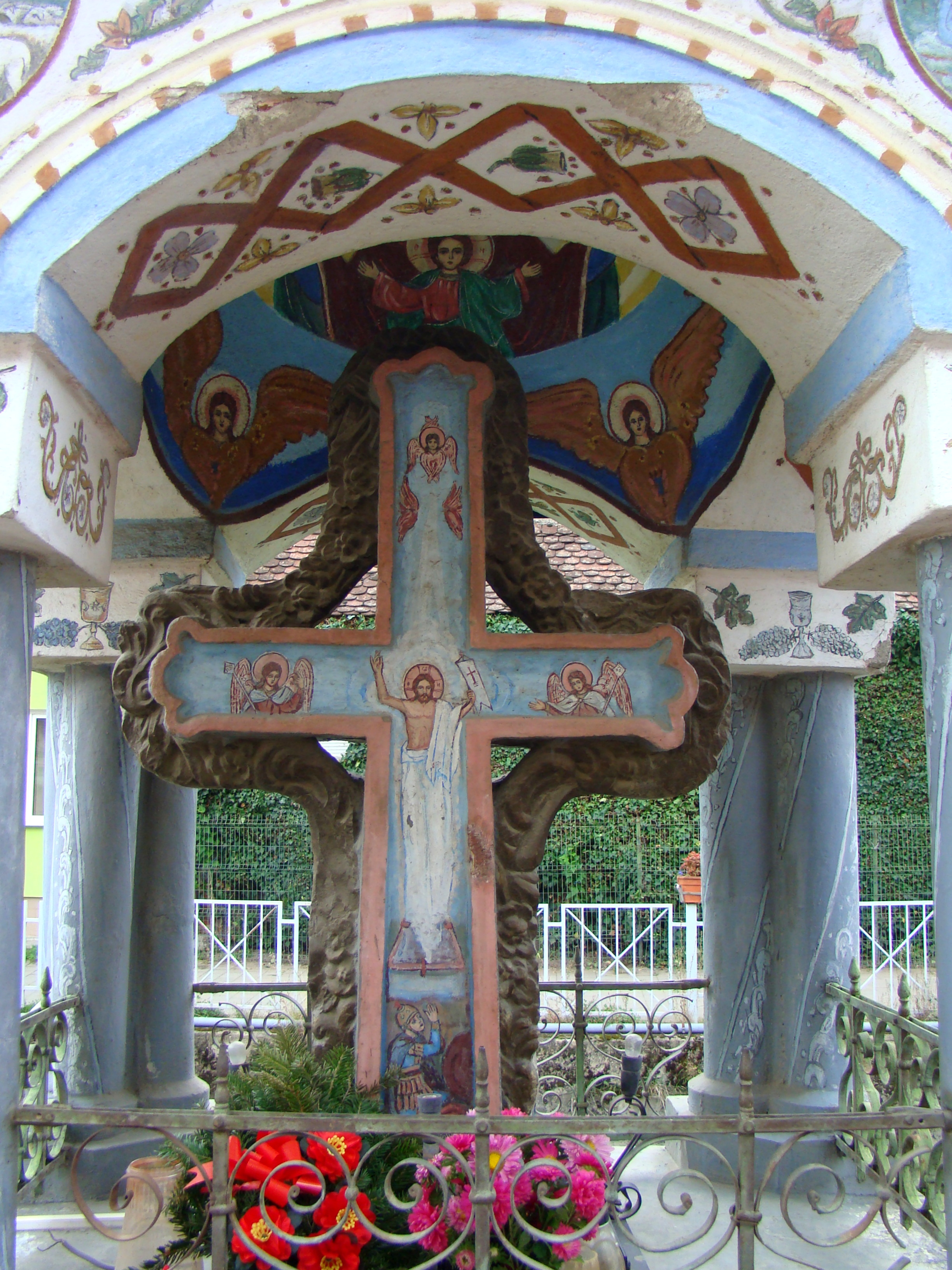
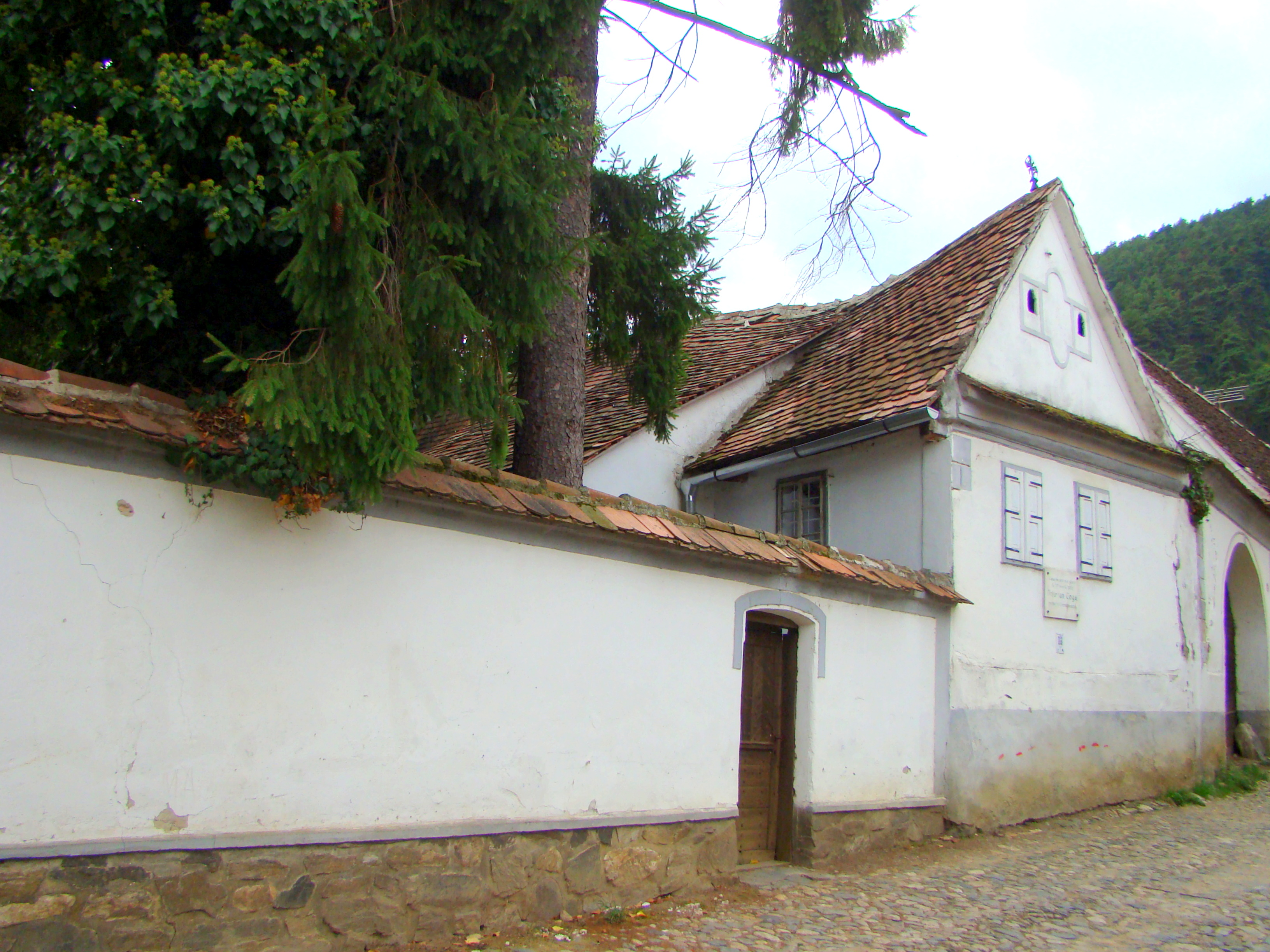
Casa Octavian Goga (monument istoric)
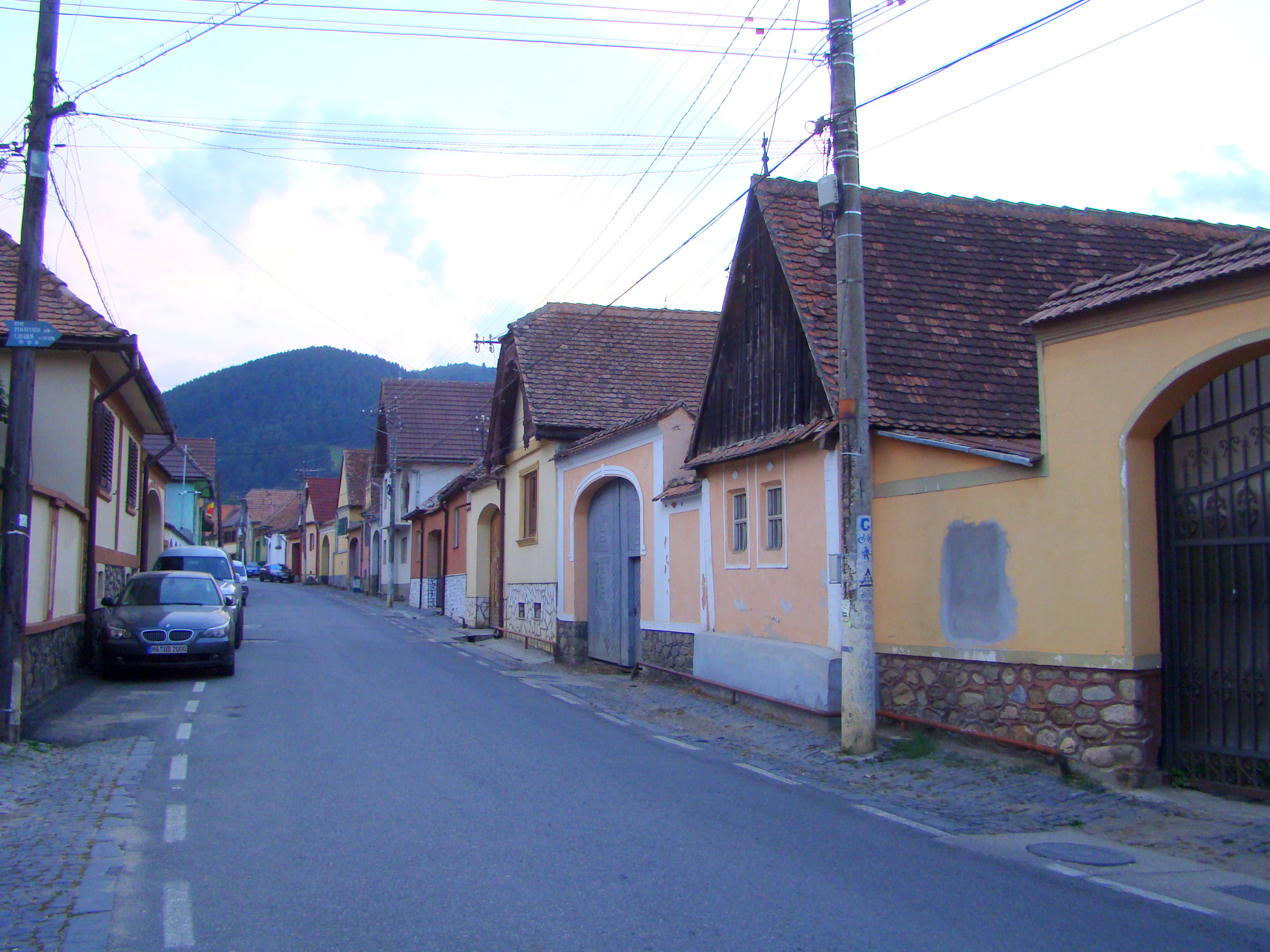
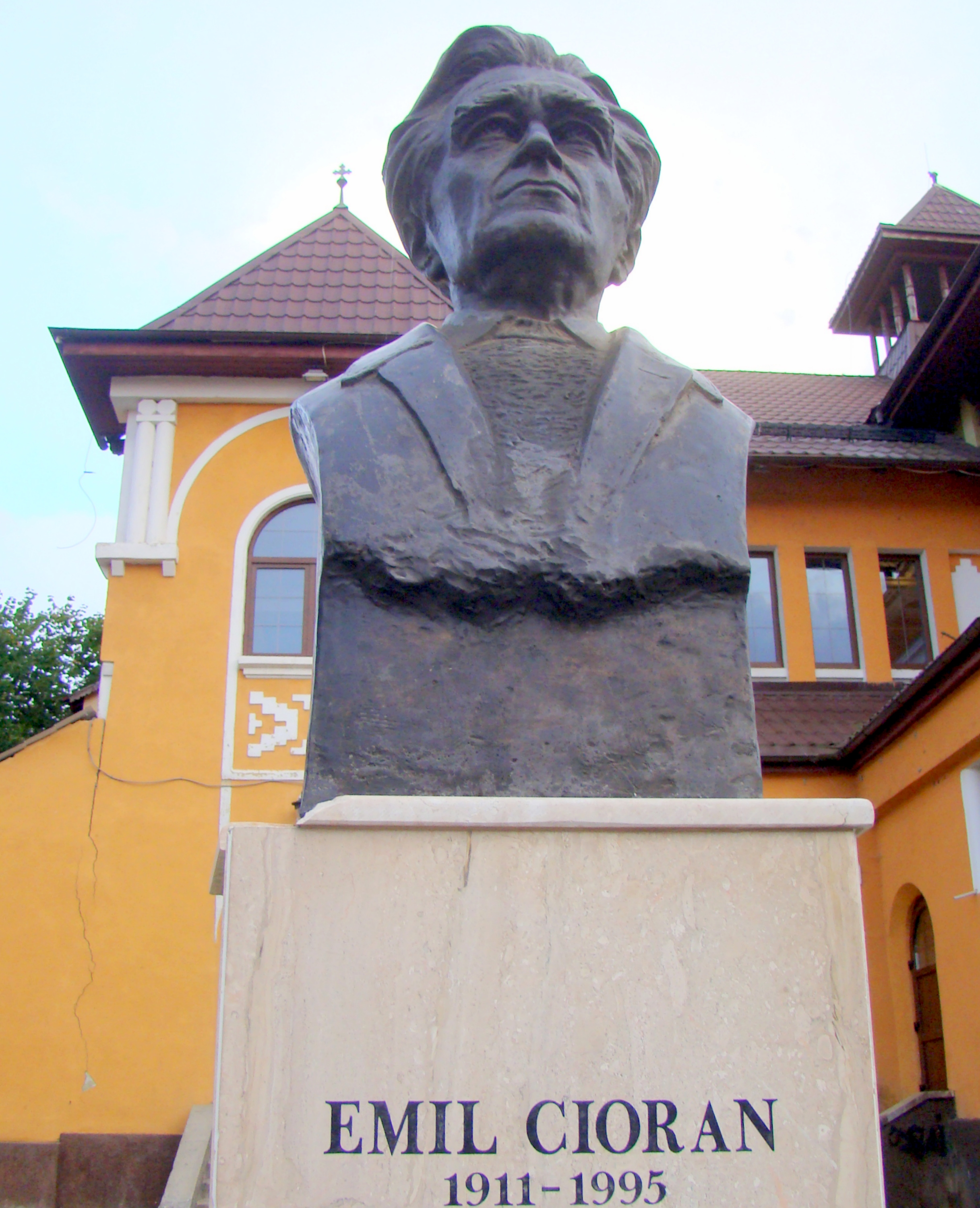
Bustul lui Emil Cioran
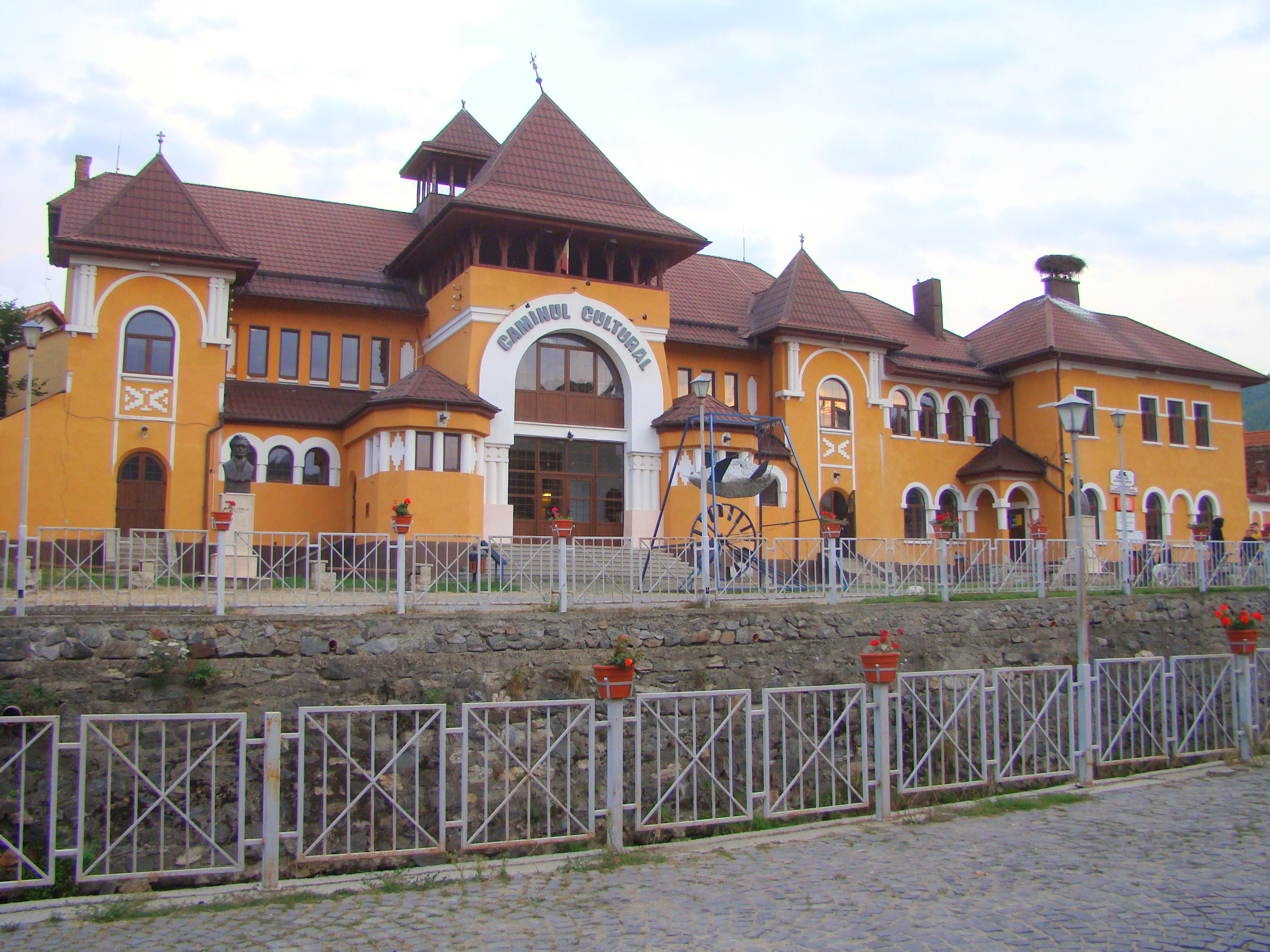
Căminul cultural
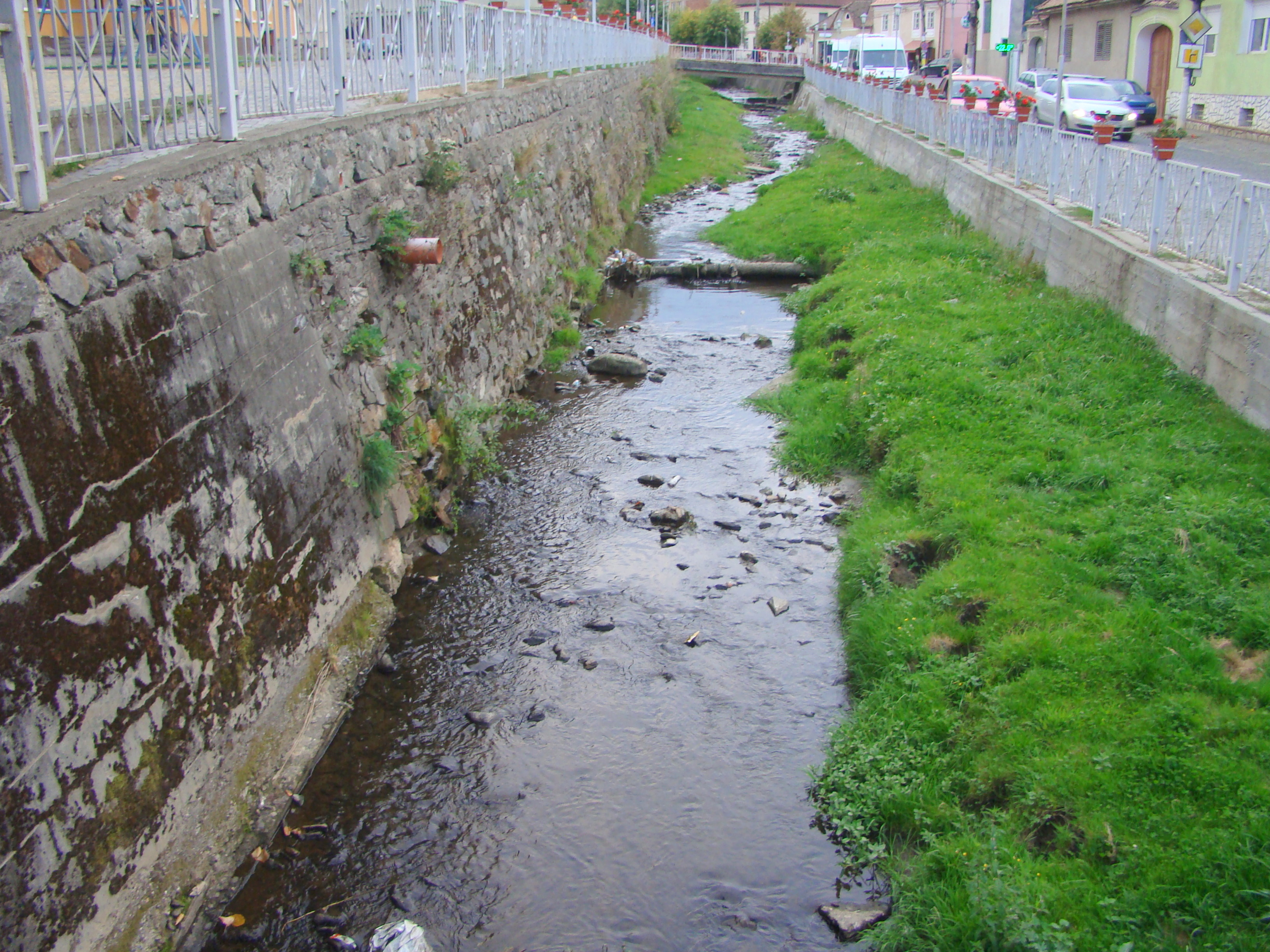
Râul Sibișel
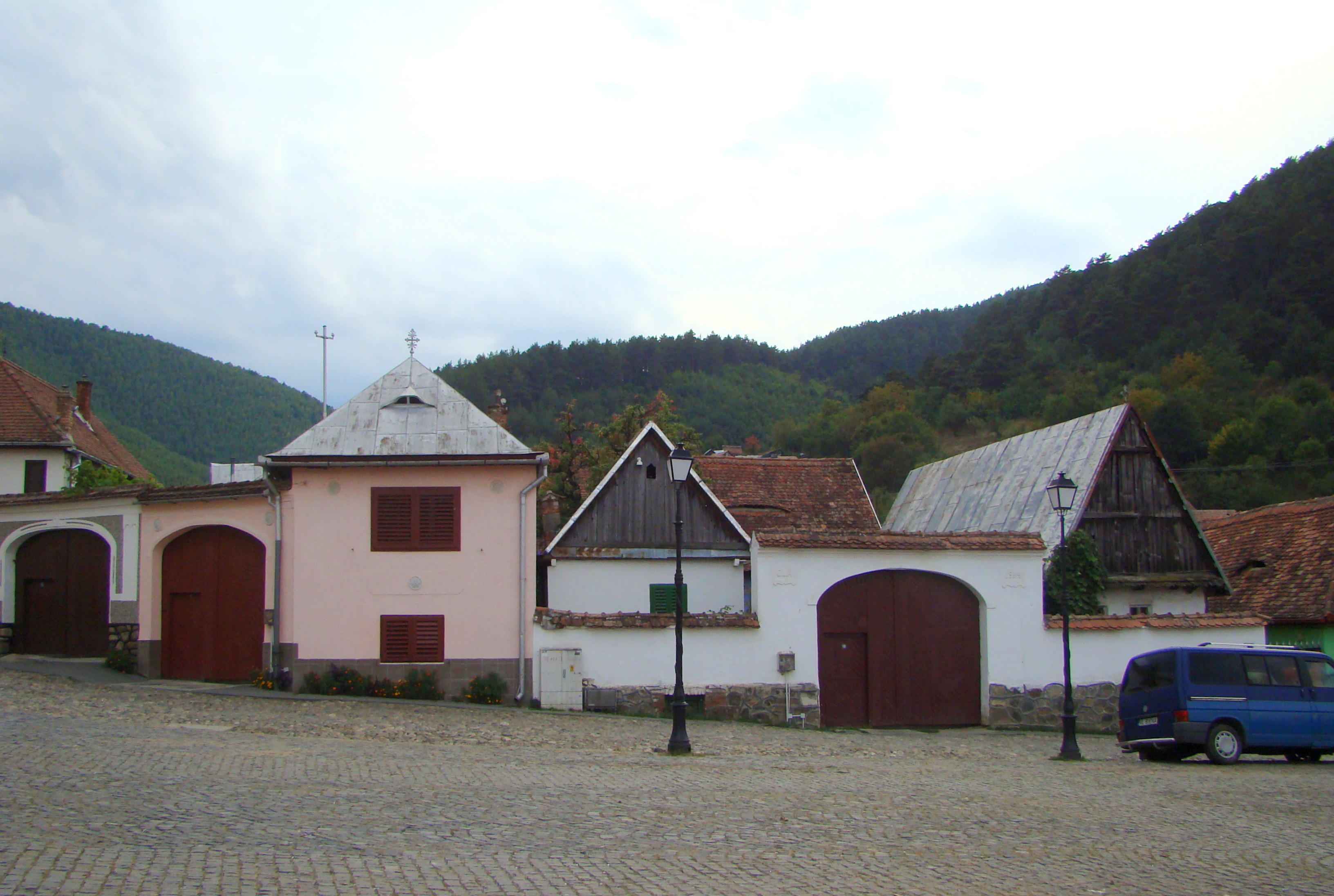
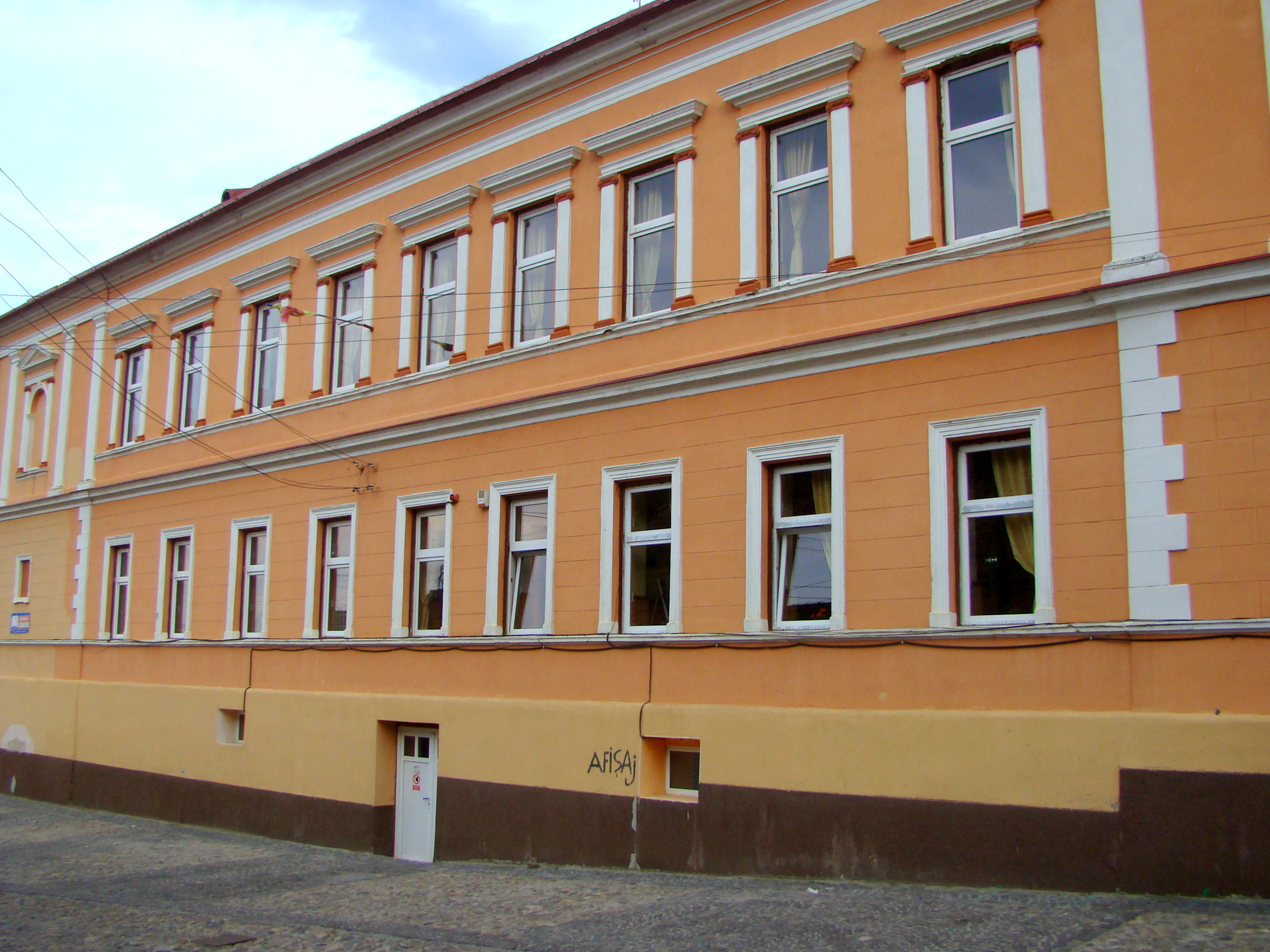
Școala (monument istoric)
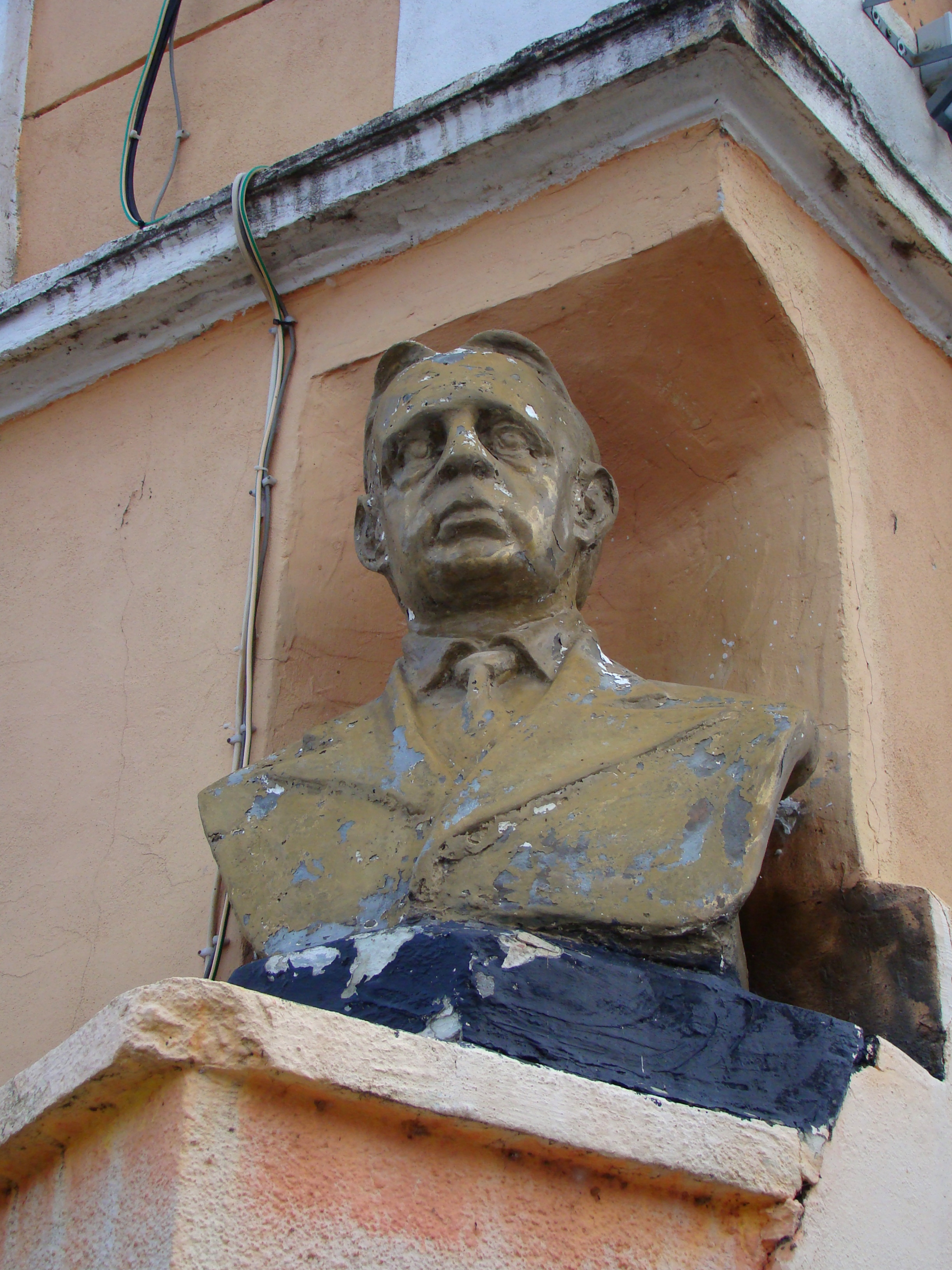
Bustul lui Octavian Goga
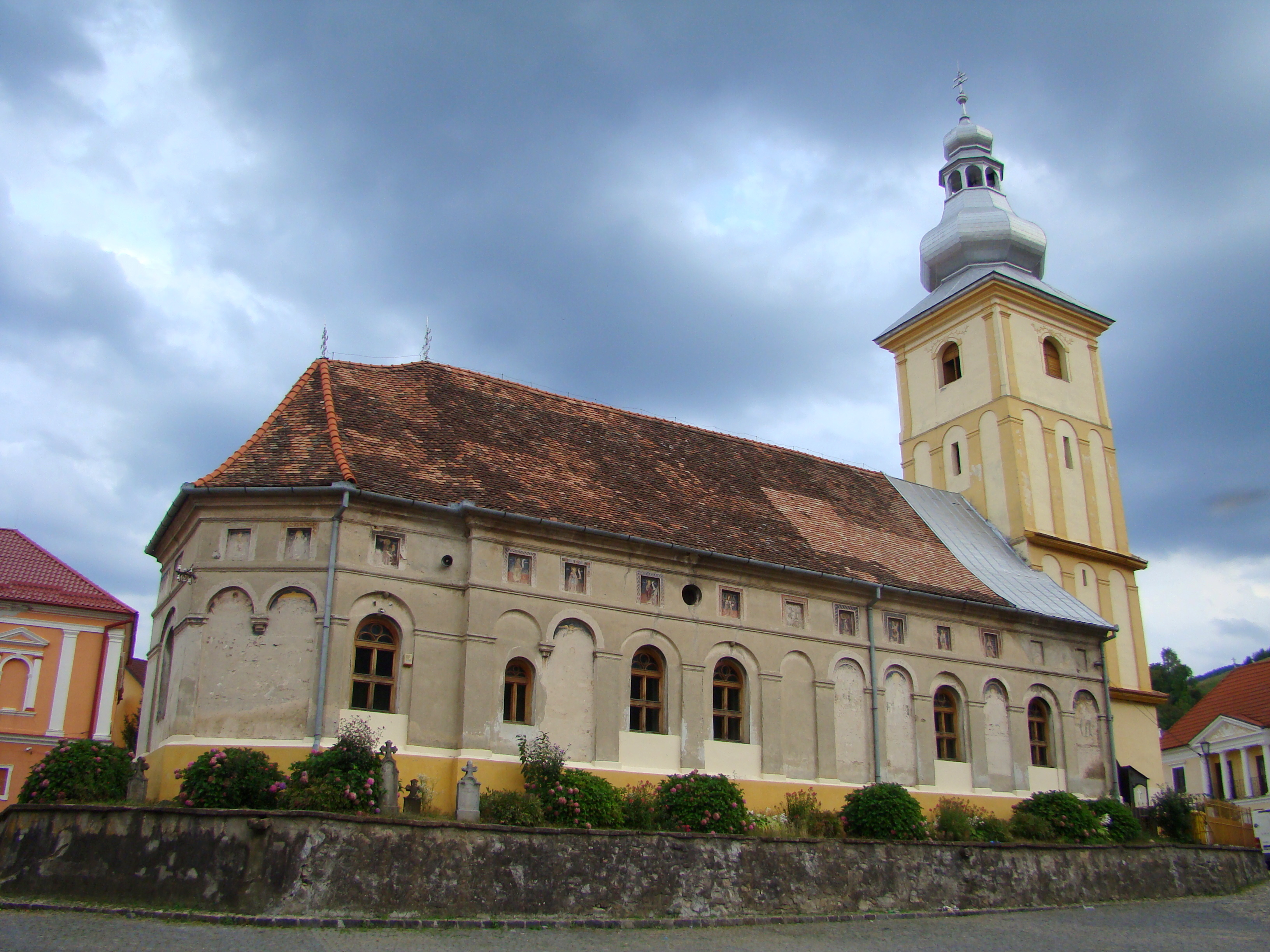
Biserica Cuvioasa Paraschiva (monument istoric)
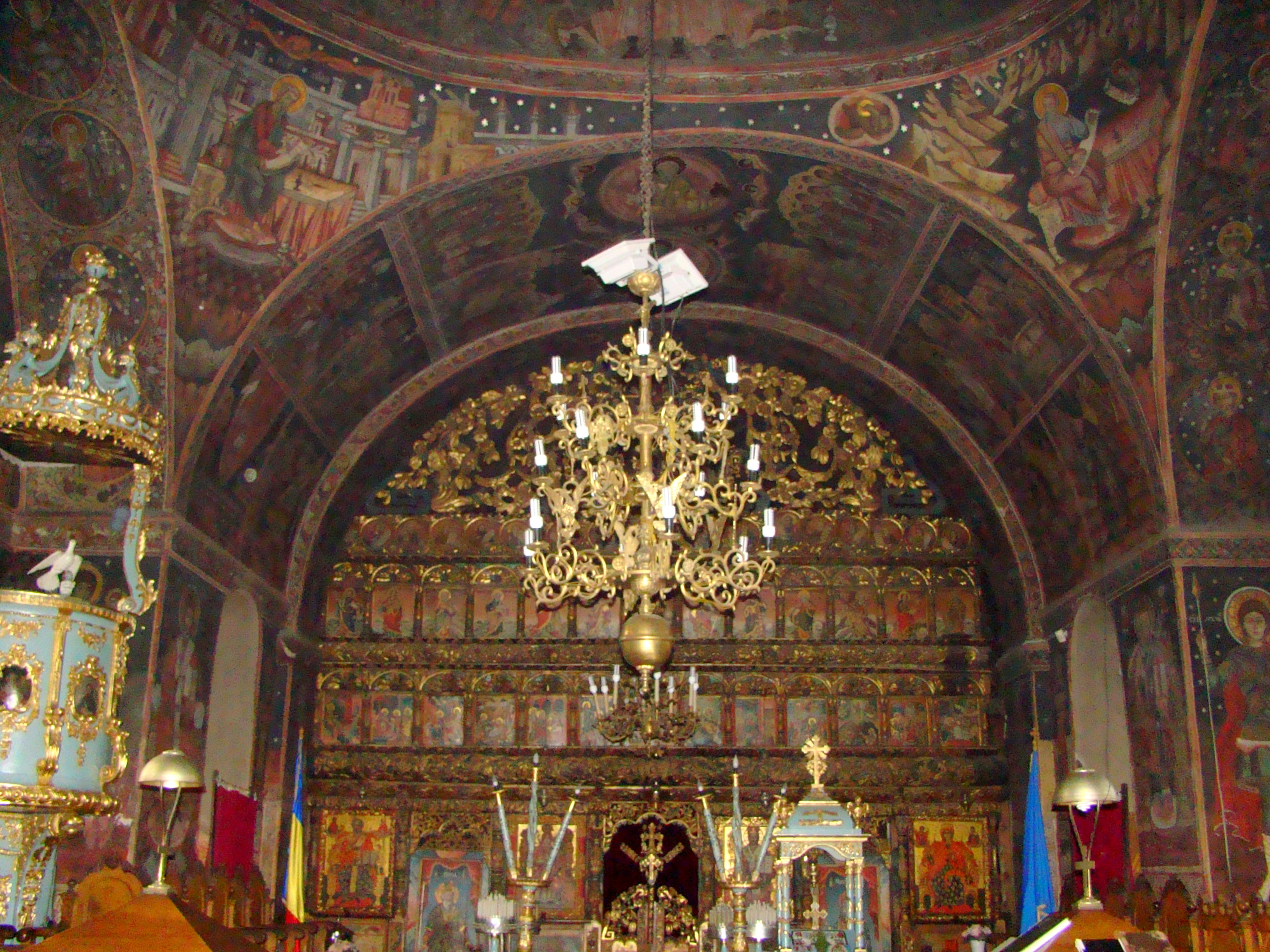
Biserica Cuvioasa Paraschiva (monument istoric)
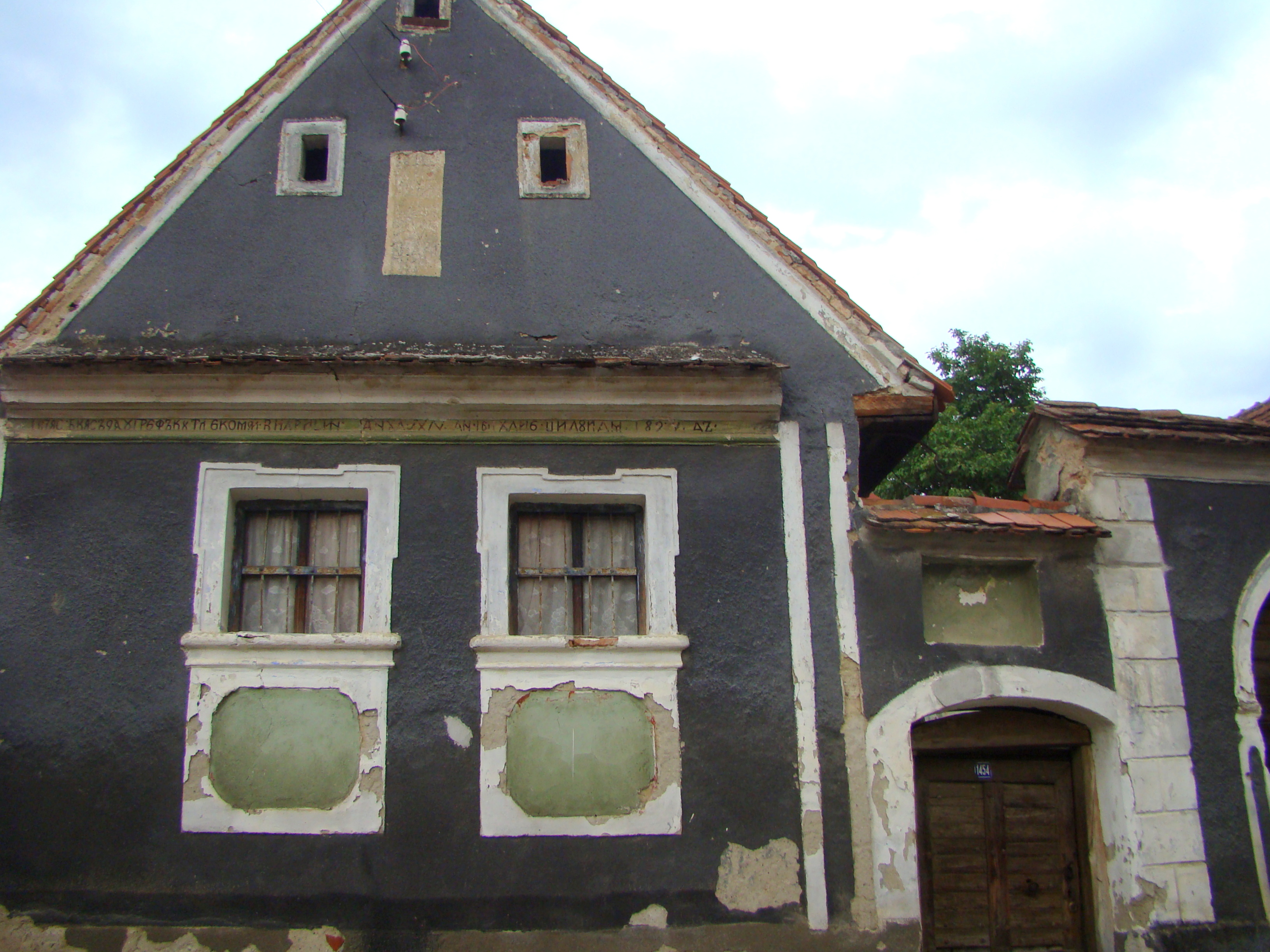
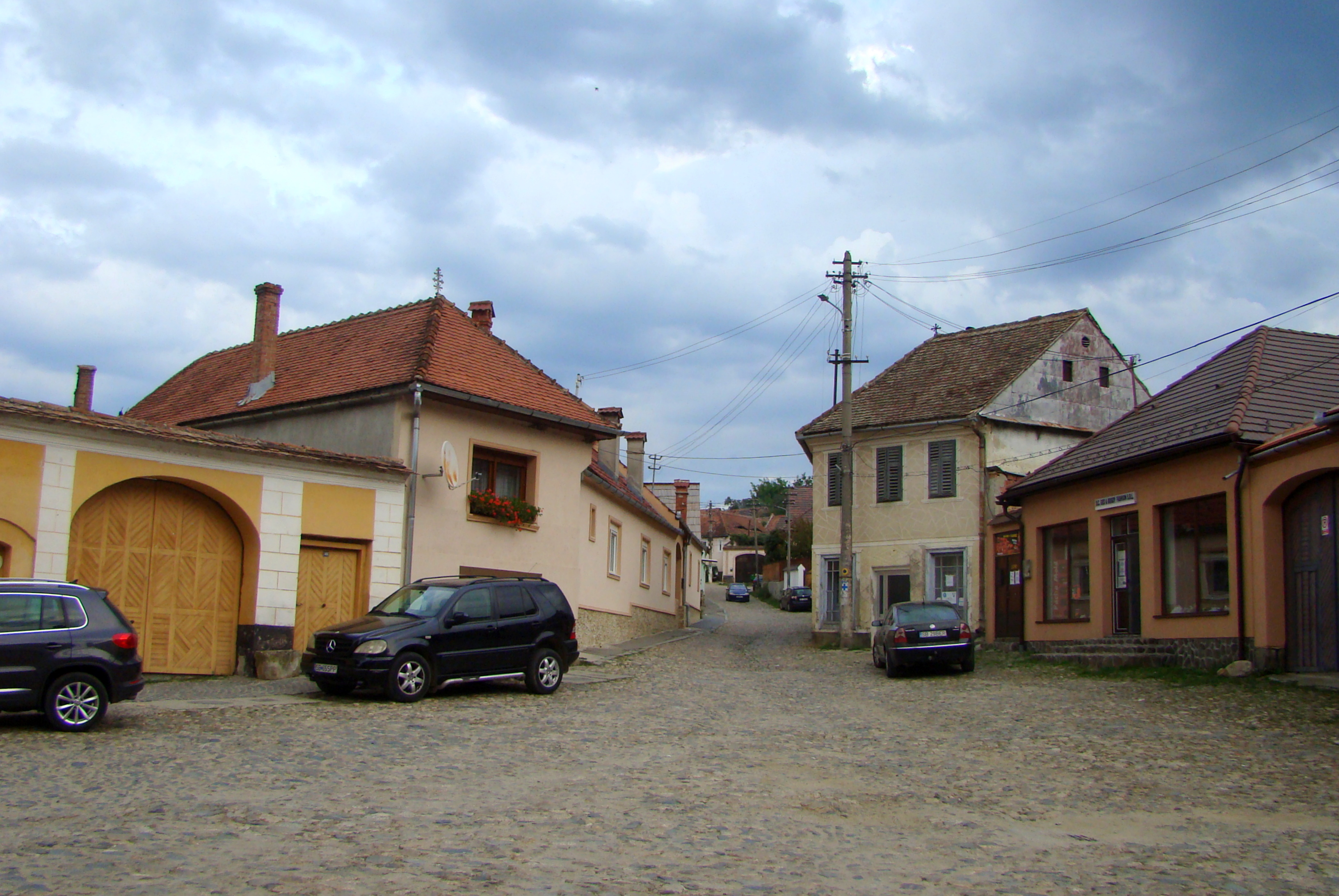
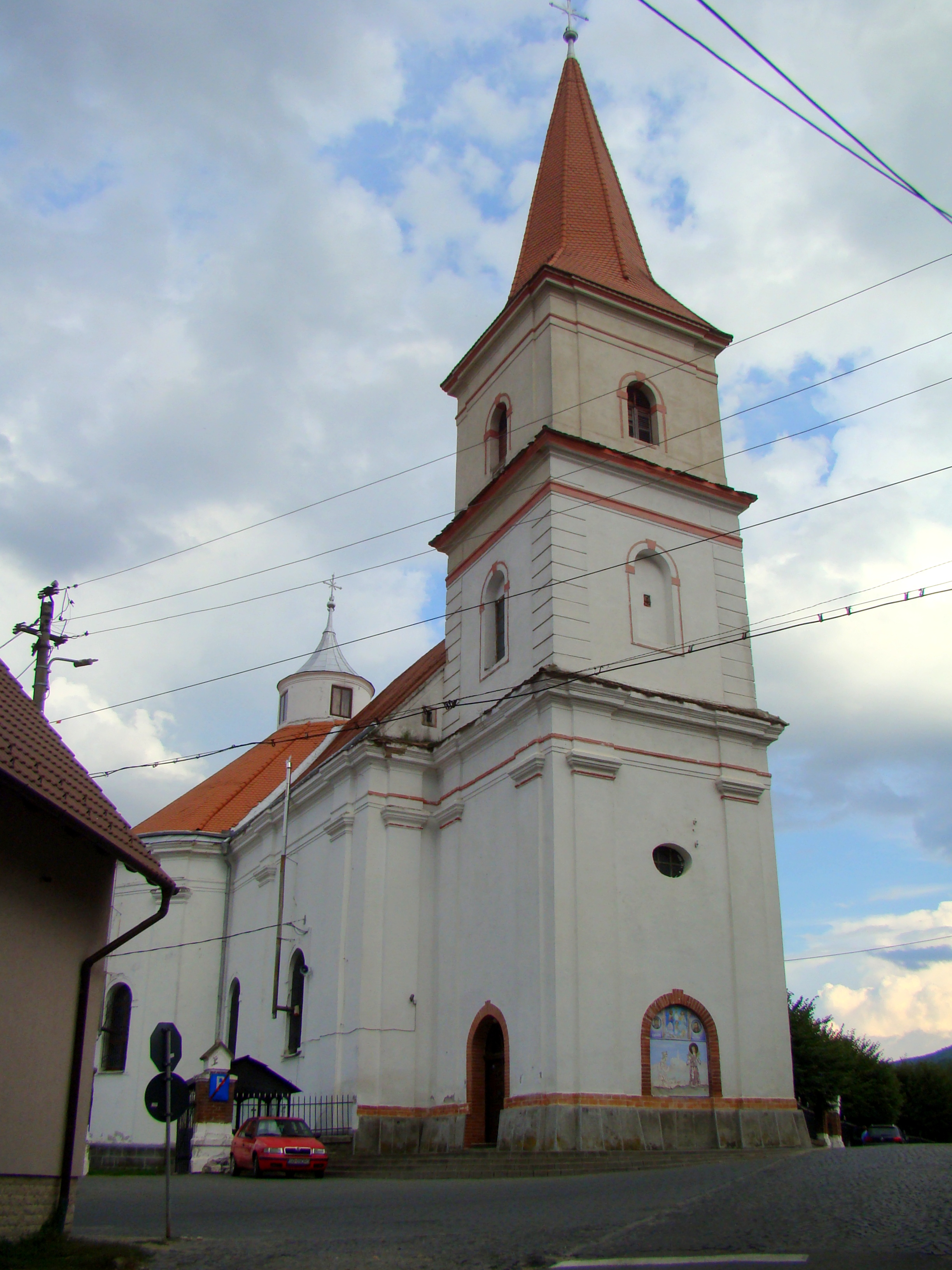
Biserica Sfânta Treime
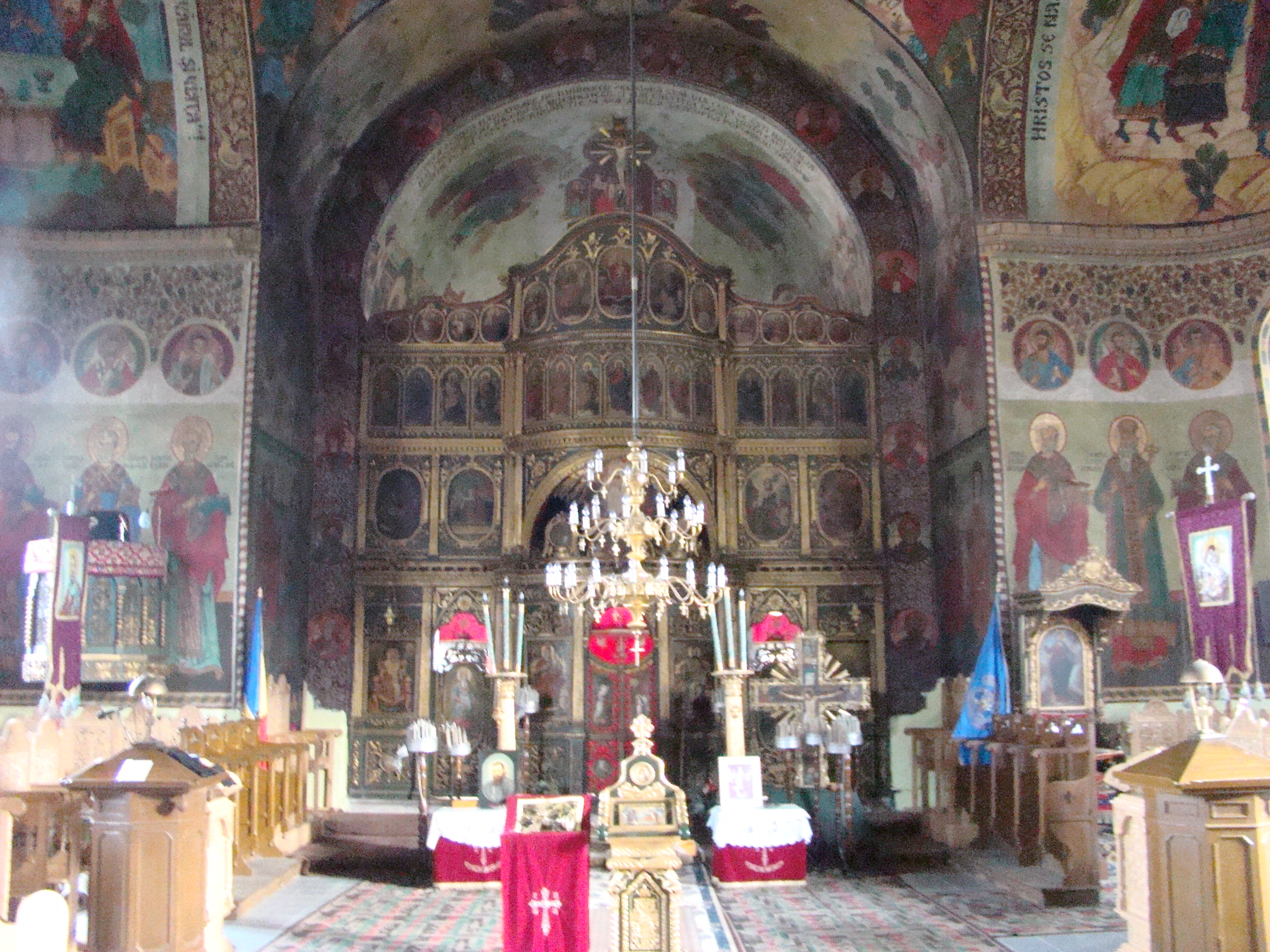
Biserica Sfânta Treime
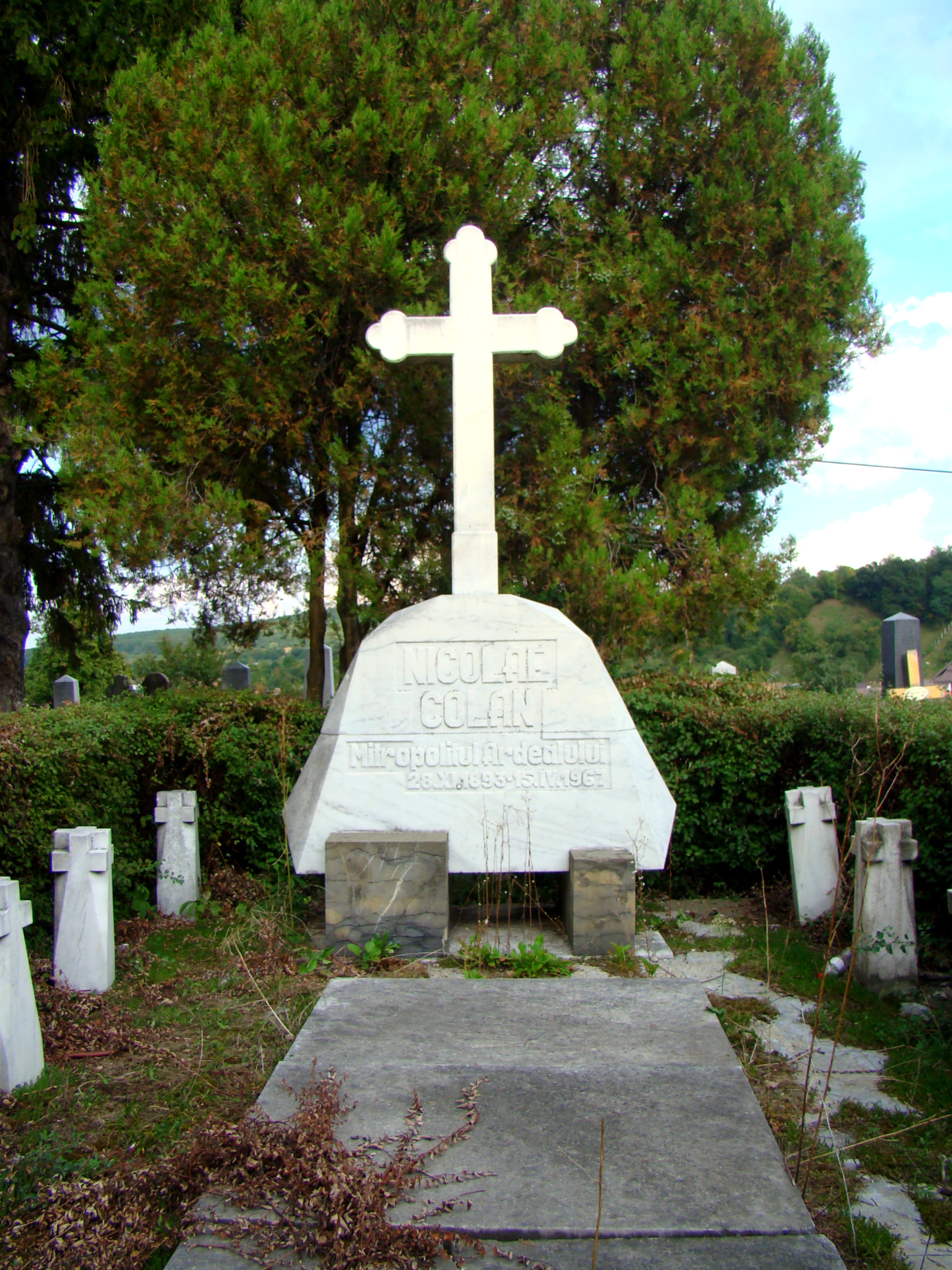
Mormântul mitropolitului Nicolae Colan
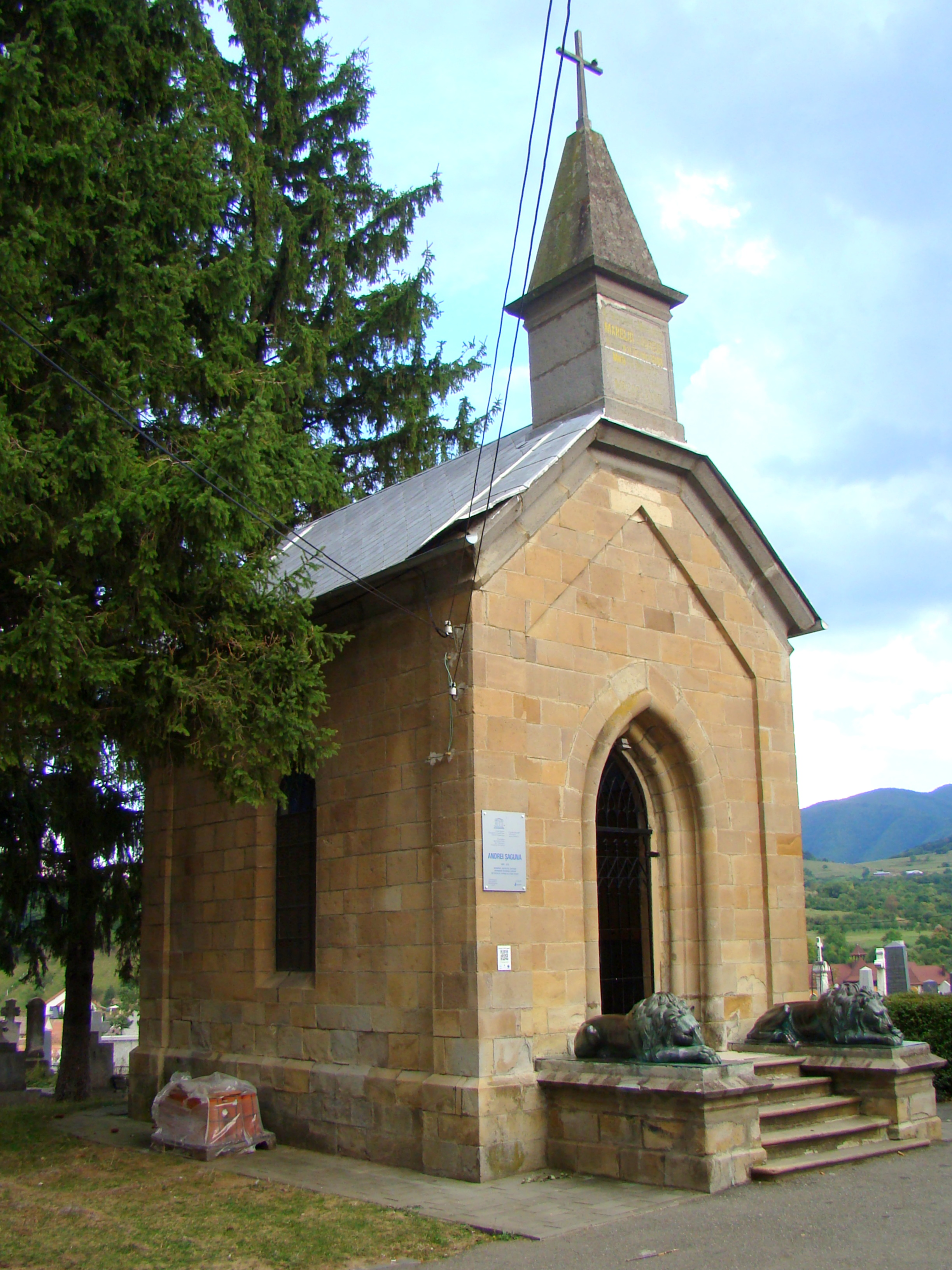
Mausoleul mitropolitului Andrei Şaguna (monument istoric)
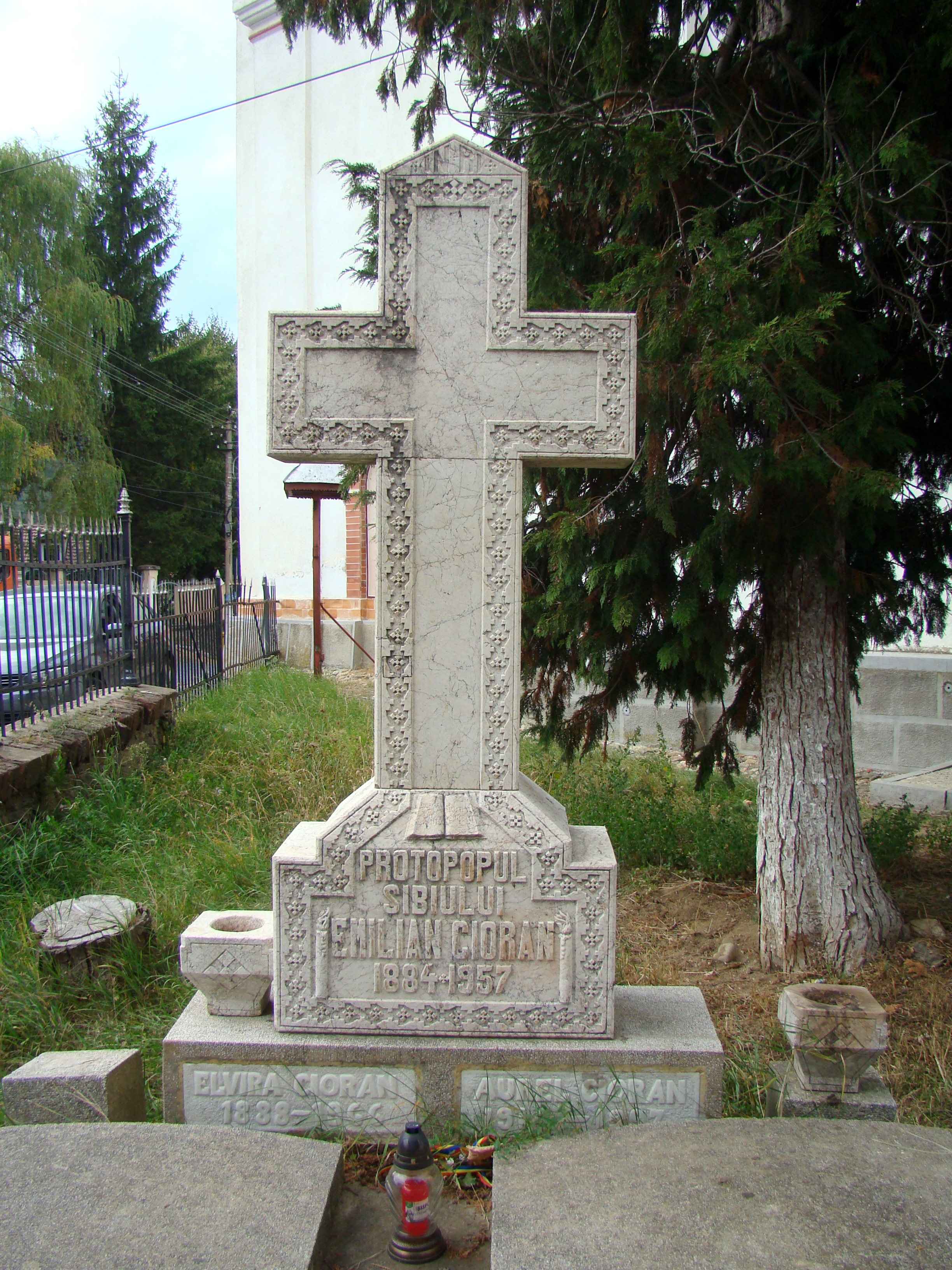
Mormântul protopopului Sibiului Emilian Cioran
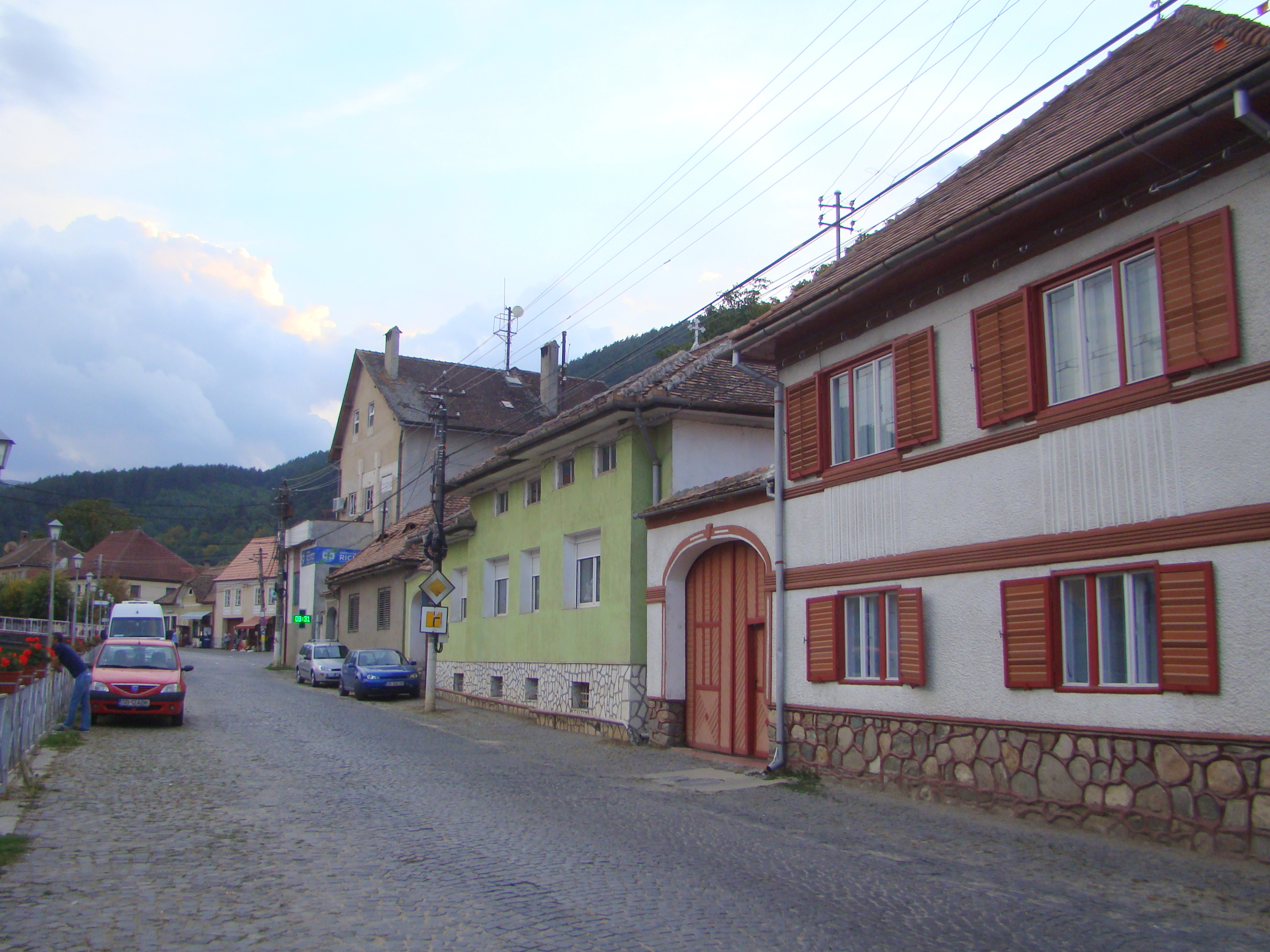
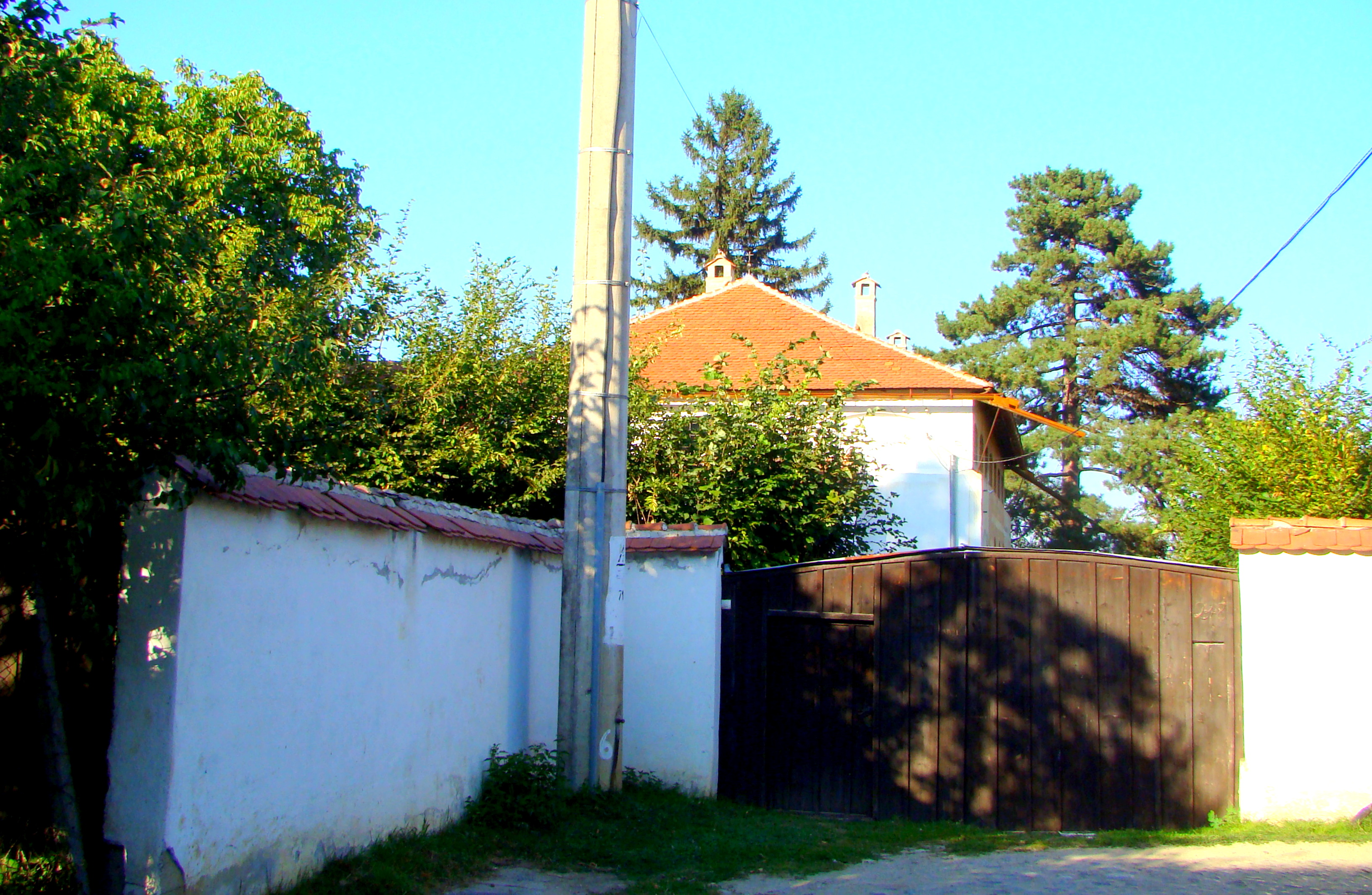
Conacul Barcianu (monument istoric)
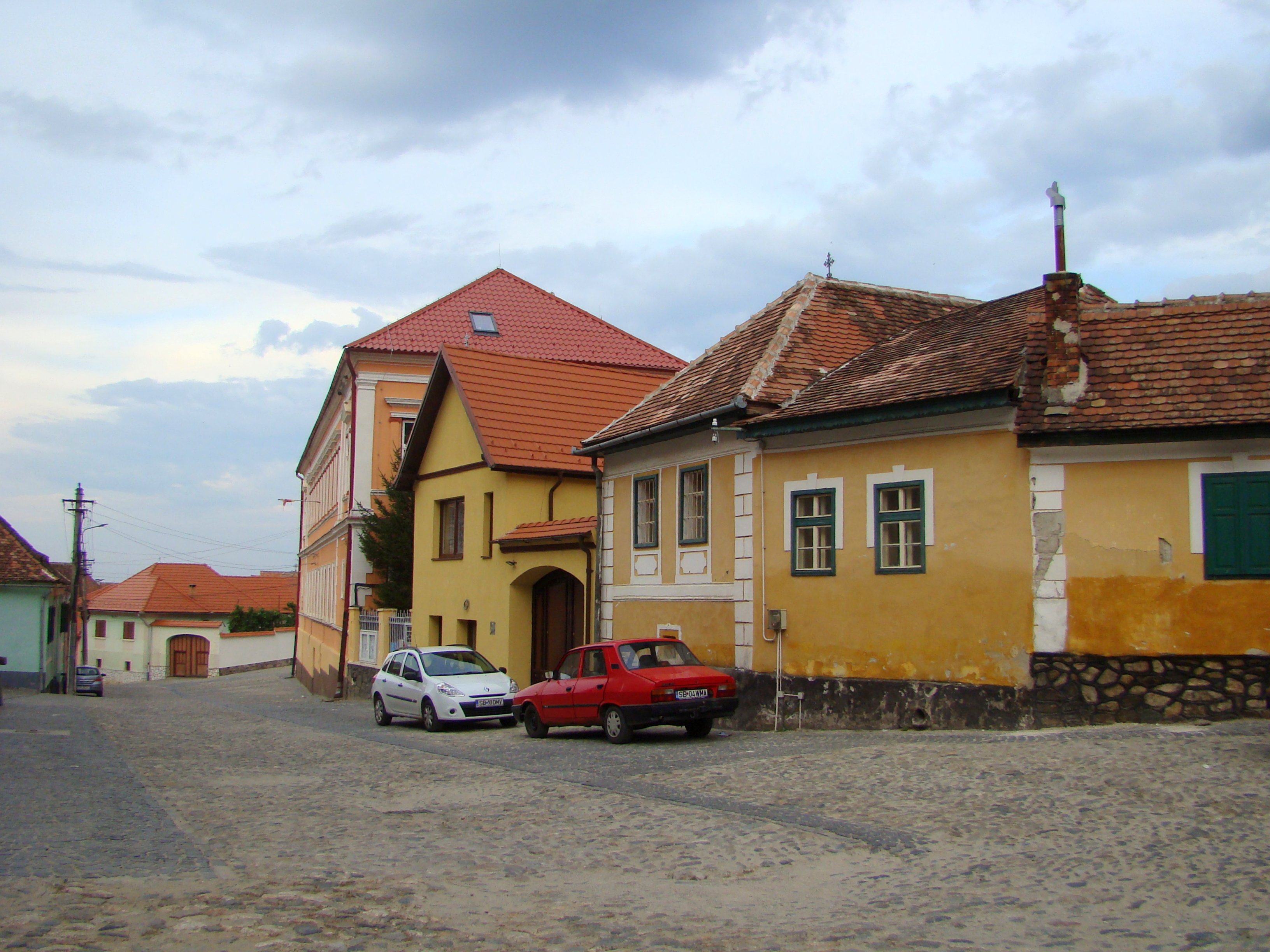
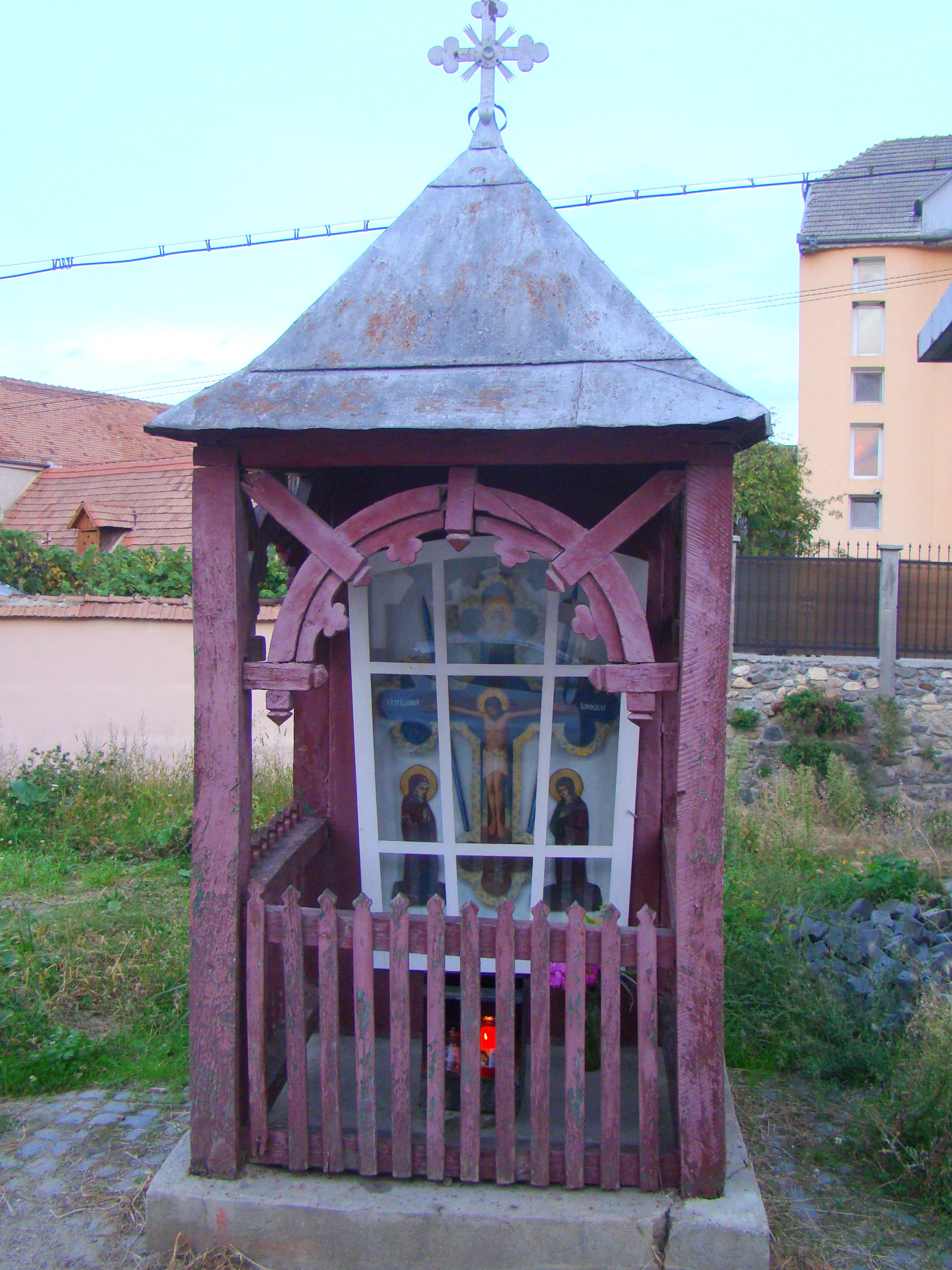